# شعلات صغيرة في كل مكان (رواية)
"شعلات صغيرة في كل مكان" هي الرواية الثانية للكاتبة الأمريكية سيليست نج . نشرت في عام 2017 بواسطة دار النشر Penguin Press . تدور أحداث الرواية في مدينة شاكر هايتس بولاية أوهايو ، حيث نشأت (ن.ج). تدور أحداث الرواية في منطقة شاكر في تسعينيات القرن الماضي، حيث تعيش أسرتان ما جعل الأسرتين متقاربتين هو أطفالهم. وصفت نج الكتابة عن مسقط رأسها بأنها "تشبه إلى حد ما الكتابة عن أحد أقاربك. ترى كل ما فيه رائعا ، وتحبه حبًا جمًا، ومع ذلك، تعرف أيضًا كل هفواته وعيوبه." 
لمدة ثلاثة أسابيع في أبريل 2020، احتلت رواية شعلات صغيرة بكل مكان المركز الأول في قائمة نيويورك تايمز لأكثر الكتب مبيعًا في مجال الخيال ، بالتزامن مع إصدار سلسلة تلفزية أحداثها مستوحاة من الكتاب.